# Cape North (udde i Kanada)
Cape North är en udde i Kanada.   Den ligger i provinsen Nova Scotia, i den östra delen av landet, 1 200 km öster om huvudstaden Ottawa. Cape North ligger på ön Kap Bretonön.
Terrängen inåt land är lite kuperad. Havet är nära Cape North åt nordost. Trakten är glest befolkad. 